# Jonas Narmontas
Jonas Narmontas –en ruso, Йонас Нармонтас– (Sriauptai, URSS, 14 de septiembre de 1960) es un deportista lituano que compitió para la URSS en remo.
Participó en dos Juegos Olímpicos de Verano, en los años 1980 y 1988, obteniendo una medalla de bronce en Moscú 1980, en la prueba de ocho con timonel.
Ganó cinco medallas en el Campeonato Mundial de Remo entre los años 1981 y 1990.

## Palmarés internacional
| Juegos Olímpicos   | Juegos Olímpicos       | Juegos Olímpicos  | Juegos Olímpicos   |
| Año                | Lugar                  | Medalla           | Prueba             |
| ------------------ | ---------------------- | ----------------- | ------------------ |
| 1980               | Moscú (URSS)           | Medalla de bronce | Ocho con timonel   |
| Campeonato Mundial |                        |                   |                    |
| Año                | Lugar                  | Medalla           | Prueba             |
| 1981               | Múnich (RFA)           | Medalla de oro    | Ocho con timonel   |
| 1983               | Duisburgo (RFA)        | Medalla de bronce | Cuatro con timonel |
| 1985               | Malinas (Bélgica)      | Medalla de plata  | Cuatro sin timonel |
| 1987               | Copenhague (Dinamarca) | Medalla de plata  | Cuatro sin timonel |
| 1990               | Tasmania (Australia)   | Medalla de bronce | Cuatro con timonel |